# Jairo Díaz
Jairo Díaz Santos (* 7. Februar 1945) ist ein ehemaliger kolumbianischer Radrennfahrer.

## Sportliche Laufbahn
Díaz war Bahnradsportler und Teilnehmer der Olympischen Sommerspiele 1972 in München. Im Sprint schied er in den Vorläufen aus. Im Tandemrennen schied er mit seinem Partner Rafael Narváez im Vorlauf gegen die Niederländer Klaas Balk und Peter van Doorn aus.